# Liste der Biografien/Kalo
Liste der Biografien |
Portal Biografien |
Personensuche
# |
A |
B |
C |
D |
E |
F |
G |
H |
I |
J |
K |
L |
M |
N |
O |
P |
Q |
R |
S |
T |
U |
V |
W |
X |
Y |
Z |
?
 
Ka |
Kb |
Kc |
Kd |
Ke |
Kf |
Kg |
Kh |
Ki |
Kj |
Kl |
Km |
Kn |
Ko |
Kp |
Kr |
Ks |
Kt |
Ku |
Kv |
Kw |
Ky |
Kx |
Kz
 
Kaa–Kag |
Kah |
Kai |
Kaj |
Kak |
Kal |
Kam |
Kan |
Kao |
Kap |
Kar |
Kas |
Kat |
Kau |
Kav |
Kaw |
Kay |
Kaz
 
Kala |
Kalb |
Kalc |
Kald |
Kale |
Kalf |
Kalh |
Kali |
Kalj |
Kalk |
Kall |
Kalm |
Kaln |
Kalo |
Kalp |
Kals |
Kalt |
Kalu |
Kalv |
Kalw |
Kaly |
Kalz
Die Liste der Biografien führt alle Personen auf, die in der deutschsprachigen Wikipedia einen Artikel haben. Dieses ist eine Teilliste mit 61 Einträgen von Personen, deren Namen mit den Buchstaben „Kalo“ beginnt.

## Kalo
- Kalo, Bong (* 1997), vanuatuischer Fußballspieler
- Kalo, Sera, amerikanische Musikerin (Gesang, Songwriting)
- Kalo, Shlomo (1928–2014), israelischer Schriftsteller

### Kalob
- Kalobius, René (1959–2022), deutscher Koch und Autor

### Kaloc
- Kaloč, Filip (* 2000), tschechischer FußballspielerFilip Kaloč (* 2000)

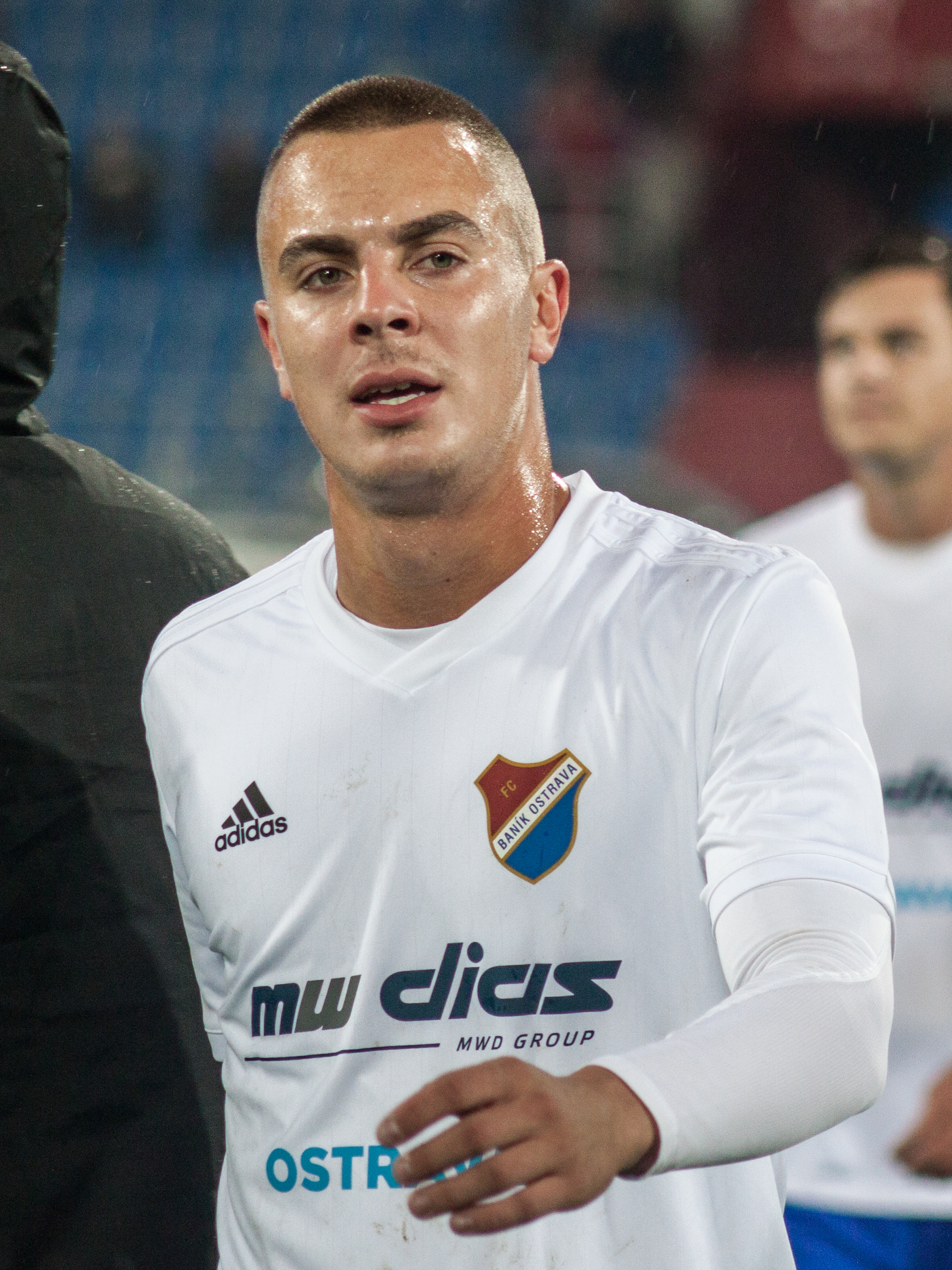
Filip Kaloč (* 2000)

- Kaloč, Jiří (* 1943), tschechischer Maler
- Kalocsai, Henrik (1940–2012), ungarischer Leichtathlet
- Kalocsay, Géza (1913–2008), ungarischer und tschechoslowakischer Fußballspieler und -trainer
- Kalocsay, Kálmán (1891–1976), ungarischer Esperanto-Poet und -Übersetzer

### Kalod
- Kalod, Radek (* 1978), tschechischer Schachgroßmeister
- Kalodner, John, US-amerikanischer A&R-Manager

### Kalof
- Kaloff, Antonia (* 1972), deutsche Hörfunkmoderatorin
- Kaloff, Marcus (* 1959), deutscher Schauspieler

### Kalog
- Kalogera, Vassiliki (* 1971), griechische Astrophysikerin und Astronomin
- Kalogerakos, Ioannis G. (* 1960), griechischer Philosophiehistoriker
- Kalogeropoulos, Konstantinos (* 1982), deutscher Dirigent, Pianist und Musikproduzent
- Kalogeropoulos, Nikolaos (1851–1927), griechischer Politiker und Ministerpräsident
- Kalogirou, Spyros (1922–2009), griechischer Schauspieler
- Kalogjera, Nikica (1930–2006), jugoslawischer Musiker
- Kaloğlu, Sinan (* 1981), türkischer Fußballspieler, -trainer
- Kalogridis, Laeta (* 1965), US-amerikanische Drehbuchautorin und Filmproduzentin

### Kaloj
- Kalojan, Sebastokrator von Sredez, bulgarischer Adlige
- Kalojan († 1207), Zar der Donaubulgaren (1197–1207)
- Kalojantschew, Georgi (1925–2012), bulgarischer Schauspieler
- Kalojew, Witali Konstantinowitsch (* 1956), russischer Bauingenieur, Vize-Bauminister von Nordossetien-AlanienWitali Konstantinowitsch Kalojew (* 1956)

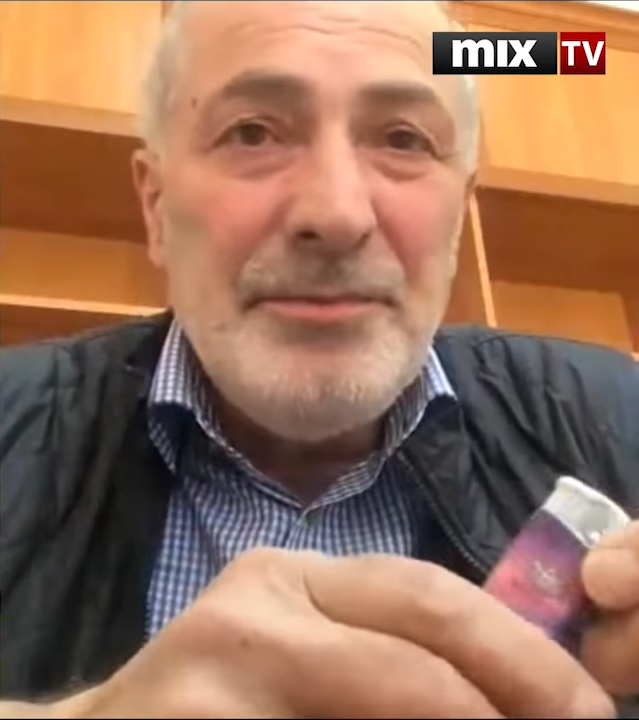
Witali Konstantinowitsch Kalojew (* 1956)

### Kalok
- Kalokairinos, Lysimachos († 1898), griechischer Politiker
- Kalokairinos, Minos (1843–1907), griechischer Archäologe
- Kalokoh, David (* 2005), niederländisch-sierra-leonischer Fußballspieler
- Kalokyres († 971), byzantinischer Patrikios und Thronprätendent

### Kalom
- Kalombo, Bester, malawischer Fußballschiedsrichter, Fußballfunktionär und Politiker
- Kalombo, Willy (* 1970), kongolesischer Marathonläufer
- Kalomira (* 1985), griechisch-amerikanische Sängerin
- Kalomiris, Manolis (1883–1962), griechischer Komponist

### Kalon
- Kalonaros, Petros (1894–1959), griechischer Historiker, Volkskundler und Photograph
- Kalonas, Mindaugas (* 1984), litauischer Fußballspieler
- Kalonji, Albert (1929–2015), kongolesischer Politiker der Demokratischen Republik Kongo
- Kalonov, Muxiddin (* 1977), usbekischer Ökonom, Doktor der Wirtschaftswissenschaften (DSc) und Professor
- Kalonymos ben Meschullam († 1096), jüdischer Dichter, Gelehrter und Oberrabbiner in Mainz
- Kalonymos ben Sabbatai, Rabbiner
- Kalonymus ben Kalonymus (* 1286), provencalischer jüdischer Autor und Übersetzer

### Kalop
- Kaloperović, Tomislav (1932–2002), jugoslawischer Fußballspieler und -trainer
- Kalopothakes, Demetrios (* 1867), evangelischer Grieche und Historiker
- Kalopothakes, Mary (1859–1941), griechische Ärztin
- Kalopothakis, Michail (1825–1911), griechischer evangelischer Arzt und Gemeindeleiter

### Kalos
- Kalos, Malvin (* 1928), US-amerikanischer Physiker
- Kaloschin, Pawel Sergejewitsch (* 1998), russischer Fußballspieler
- Kalosil, Moana Carcasses (* 1963), vanuatuischer Politiker

### Kalot
- Kalot, Walter (1909–1996), deutscher Bildhauer, Grafiker und Maler

### Kalou
- Kalou, Bonaventure (* 1978), ivorischer Fußballspieler
- Kalou, Manueli (* 1988), fidschianischer Fußballspieler
- Kalou, Salomon (* 1985), ivorischer FußballspielerSalomon Kalou (* 1985)

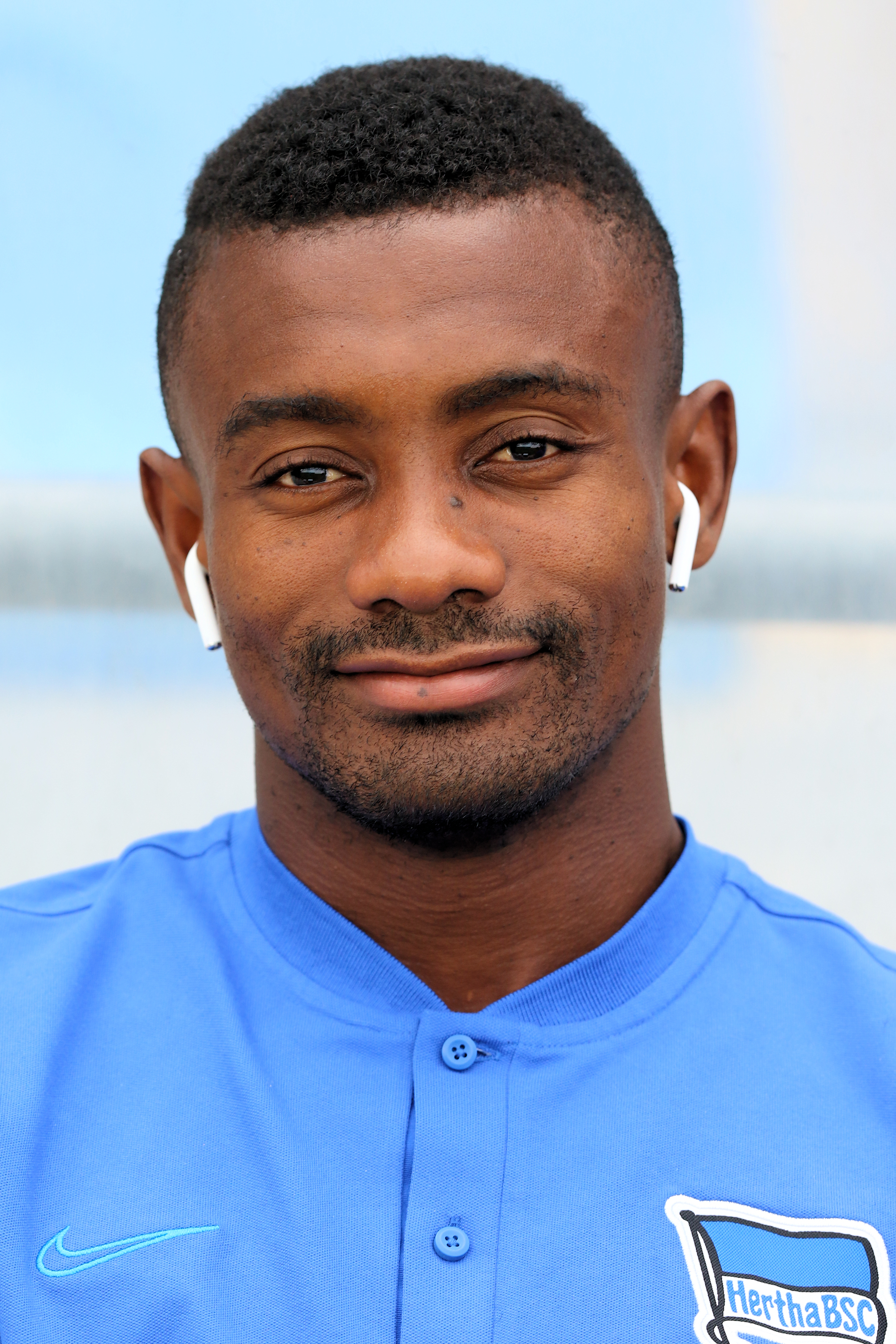
Salomon Kalou (* 1985)

- Kalouda, Luboš (* 1987), tschechischer Fußballspieler
- Kaloudakis, Nikolaos (* 1984), griechischer Bahn- und Straßenradrennfahrer
- Kaloudis, Manthos (1911–1990), griechischer Radrennfahrer
- Kalous, Jiří (* 1964), tschechischer Eishockeytrainer
- Kalousdian, Moses Der (1895–1984), armenischer Widerstandskämpfer zur Zeit des türkischen Genozids an den Armeniern 1915
- Kalousek, Josef (1838–1915), tschechischer Historiker
- Kalousek, Miroslav (* 1960), tschechischer Politiker, Mitglied des Abgeordnetenhauses

### Kalov
- Kalovelonis, Markos (* 1994), griechisch-russischer Tennisspieler
- Kálovics, Anikó (* 1977), ungarische Langstreckenläuferin

### Kalow
- Kalow, Gert (1921–1991), deutscher Schriftsteller und Publizist